# 安部信宝
安部 信宝（あんべ のぶたか）は、江戸時代後期の大名。武蔵国岡部藩12代藩主。官位は従五位下・摂津守、河内守。

## 生涯
天保10年（1839年）、11代藩主・安部信古の長男として誕生。天保13年（1842年）12月25日、父・信古が死去したため家督を継いだ。嘉永3年（1850年）3月15日、12代将軍・徳川家慶に拝謁した。嘉永6年（1853年）11月7日、従五位下・摂津守に叙任する。安政5年（1858年）7月12日、河内守に改め、安政6年（1859年）9月11日、摂津守に改めた。
当時の岡部藩では、幕府から罪人と見なされた高島秋帆を預かっていたが、信宝は秋帆を丁重に用いて西洋砲術を学び、藩軍の刷新を図っている。
嘉永7年（1854年）4月、日光祭礼奉行を命じられる。安政5年（1858年）1月、大坂加番を命じられる。
文久元年（1861年）8月、和宮の江戸下向の警護を務める。文久3年（1863年）1月に二条城定番に任じられるが、4月10日に死去した。享年25。跡を養子の信発が継いだ。

## 系譜
父母
- 安部信古（父）

正室
- 房 ー 酒井忠宝の養女、酒井忠学の娘

養子、養女
- 安部信発 ー 米倉昌寿の九男
- 艶 ー 安部信発正室、安部信方の娘